# بولز زاپا را هدایت می‌کند: غریبه معرکه
«بولز زاپا را هدایت می‌کند: غریبهٔ معرکه» (به انگلیسی: Boulez Conducts Zappa: The Perfect Stranger) آلبومی از هنرمند اهل ایالات متحده آمریکا فرانک زاپا است که در سال ۱۹۸۴ میلادی منتشر شد.